# لغة محلية

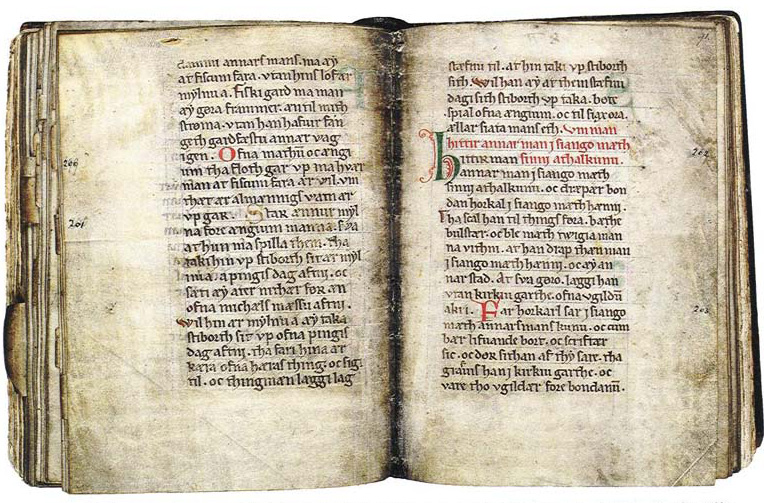

اللغة المحلية هي اللغة التي يكون وجودها محدودا في مكان معين أو منطقه معينه أو بين سكان منطقة واحدة
فالقبائل التي تعيش منعزلة عن العالم تكون لها لغاتها الخاصة.
و تتميز اللغات المحلية بانه ليس لها شهرة عالمية و لا يستطيع أحد التحدث بها سوى سكان هذه المنطقة أو القبيلة و لكن نظرا للتطور و الاتصال بين الحضارات فان اللغات المحلية بدأت تختفى و تفنى في مقابل اللغات العالمية و الرسمية.
يعتبر البعض اللهجات العامية كلغات محلية منفصلة. و تعتبر اللهجة الحسانية هي اكثر لهجة استخداماً في الدولة